# 真野恵里菜シングルVクリップス①
『真野恵里菜シングルVクリップス①』（まのえりなシングルVクリップス ワン）は、真野恵里菜の1枚目のPV集。

## 収録内容
1. 乙女の祈り
2. はじめての経験
3. 世界は サマー・パーティ
4. この胸のときめきを
5. Love & Peace = パラダイス
6. 春の嵐

特典映像
1. 乙女の祈り(Piano Ver.)
2. はじめての経験(Dance Shot Ver.)
3. 世界は サマー・パーティ(Dance Shot Ver.)
4. この胸のときめきを(Close-up Ver.)
5. Love & Peace ＝ パラダイス(Close-up Ver.)
6. 春の嵐(Close-up Ver.)

おまけ 
1. この胸のときめきを(Recochoku Ver.)

特典映像2 TV-SPOT（15秒・30秒）
1. 乙女の祈り
2. はじめての経験
3. 世界は サマー・パーティ
4. この胸のときめきを
5. Love & Peace ＝ パラダイス
6. FRIENDS
7. 春の嵐

特典映像3
1. 春の嵐 メイキング映像